# Graissessac
Graissessac [gʁɛ.sə.sak] (en occitan Graisseçac [graj.se.'sak]) est une commune française située dans l'ouest du département de l'Hérault en région Occitanie.
Exposée à un climat méditerranéen, elle est drainée par le Clédou, le ruisseau d'Espaze et par deux autres cours d'eau. Incluse dans le parc naturel régional du Haut-Languedoc, la commune possède un patrimoine naturel remarquable : un site Natura 2000 (les « crêtes du Mont Marcou et des Monts de Mare ») et deux zones naturelles d'intérêt écologique, faunistique et floristique.
Graissessac est une commune rurale qui compte 569 habitants en 2022, après avoir connu un pic de population de 3 089 habitants en 1881.  Elle fait partie de l'aire d'attraction de Bédarieux. Ses habitants sont appelés les Graissessacois ou  Graissessacoises.

## Géographie

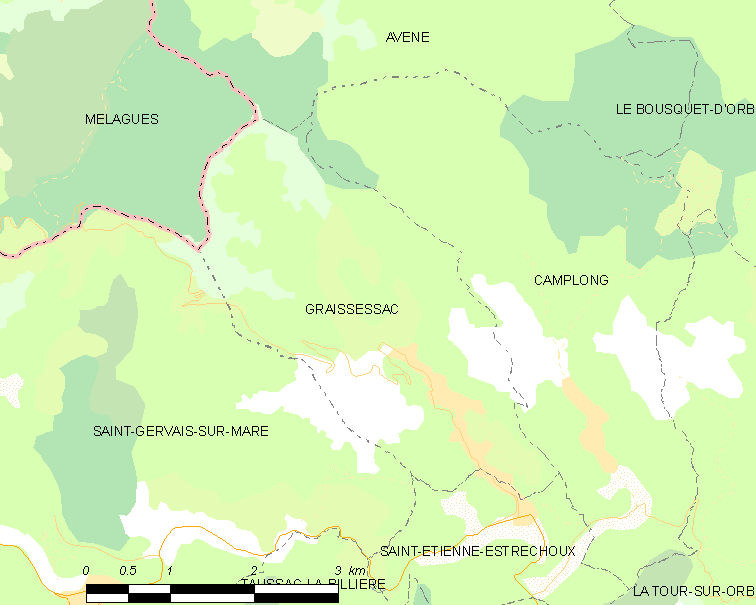
Carte

Située au cœur des monts d'Orb à 49 km de Béziers. Les monts de Marcou (1 093 m.), Cabanes (954 m.) et Agut (1 022 m.) forment le massif qui domine le village.

### Communes limitrophes
| Mélagues (Aveyron)     | Avène                    |          |
| Saint-Gervais-sur-Mare | Graissessac              | Camplong |
|                        | Saint-Étienne-Estréchoux |          |

### Climat
Pour des articles plus généraux, voir Climat de l'Occitanie et Climat de l'Hérault.
En 2010, le climat de la commune est de type climat méditerranéen altéré, selon une étude s'appuyant sur une série de données couvrant la période 1971-2000. En 2020, Météo-France publie une typologie des climats de la France métropolitaine dans laquelle la commune est exposée à un climat méditerranéen et est dans la région climatique  Provence, Languedoc-Roussillon, caractérisée par une pluviométrie faible en été, un très bon ensoleillement (2 600 h/an), un été chaud (21,5 °C), un air très sec en été, sec en toutes saisons, des vents forts (fréquence de 40 à 50 % de vents > 5 m/s) et peu de brouillards.
Pour la période 1971-2000, la température annuelle moyenne est de 12,5 °C, avec une amplitude thermique annuelle de 15,7 °C. Le cumul annuel moyen de précipitations est de 1 199 mm, avec 9,1 jours de précipitations en janvier et 3,4 jours en juillet. Pour la période 1991-2020, la température moyenne annuelle observée sur la station météorologique la plus proche, située sur la commune de Bédarieux à 9 km à vol d'oiseau, est de 13,7 °C et le cumul annuel moyen de précipitations est de 982,0 mm,. Pour l'avenir, les paramètres climatiques de la commune estimés pour 2050 selon différents scénarios d'émission de gaz à effet de serre sont consultables sur un site dédié publié par Météo-France en novembre 2022.

### Milieux naturels et biodiversité

#### Espaces protégés
La protection réglementaire est le mode d’intervention le plus fort pour préserver des espaces naturels remarquables et leur biodiversité associée,.
Un  espace protégé est présent sur la commune : 
le parc naturel régional du Haut-Languedoc, créé en 1973 et d'une superficie de 307 184 ha, qui s'étend sur 118 communes et deux départements. Implanté de part et d’autre de la ligne de partage des eaux entre Océan Atlantique et mer Méditerranée, ce territoire est un véritable balcon dominant les plaines viticoles du Languedoc et les étendues céréalières du Lauragais,.

#### Réseau Natura 2000
Le réseau Natura 2000 est un réseau écologique européen de sites naturels d'intérêt écologique élaboré à partir des directives habitats et oiseaux, constitué de zones spéciales de conservation (ZSC) et de zones de protection spéciale (ZPS).
Un site Natura 2000 a été défini sur la commune au titre de la directive habitats : les « crêtes du Mont Marcou et des Monts de Mare », d'une superficie de 1 481 ha, abritant quatre espèces de chauves-souris d'intérêt communautaire (Rhinolophus ferrumequinum, R. hipposideros, Miniopterus schreibersi), et plus particulièrement le Minioptère de Schreibers.

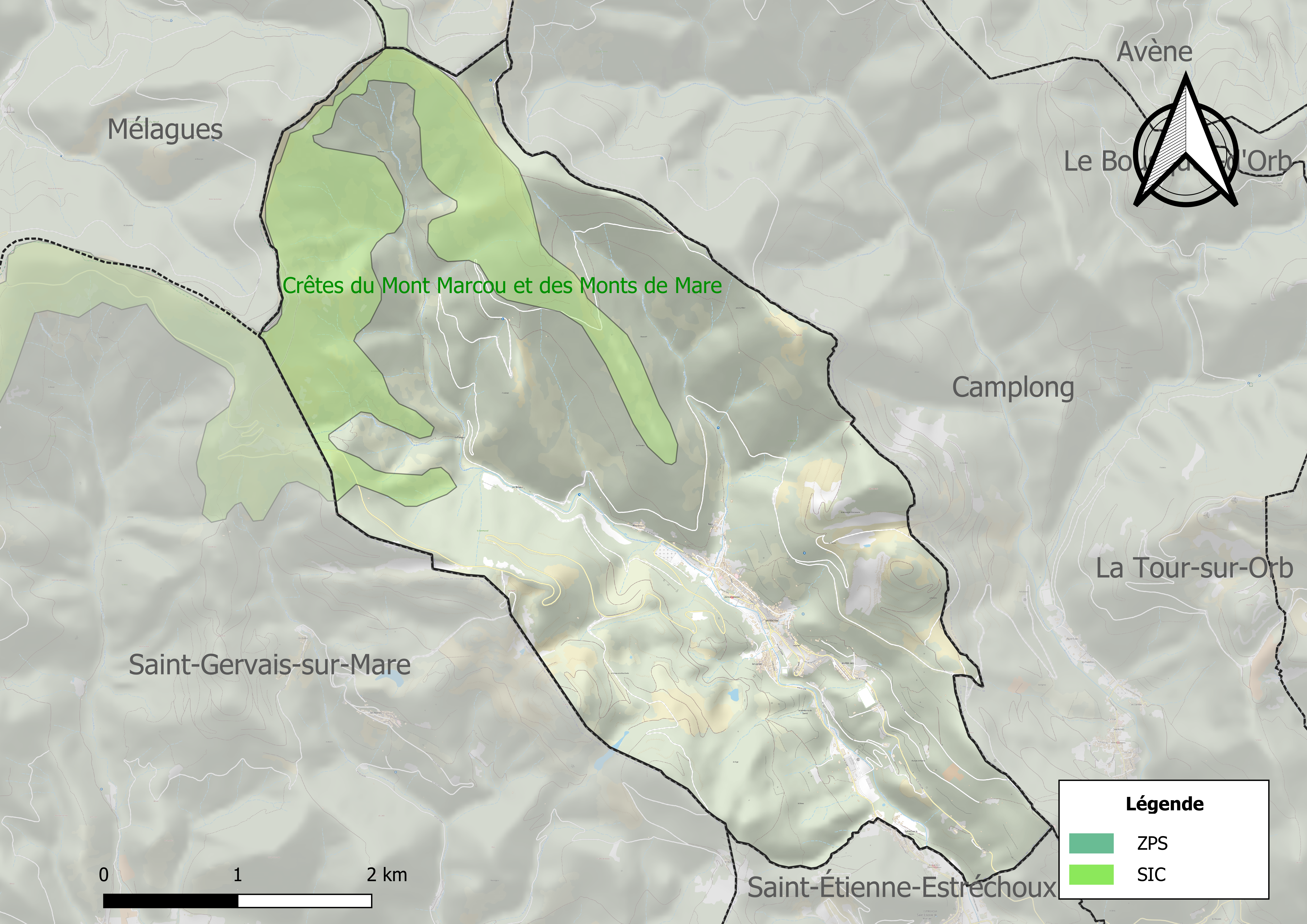
Site Natura 2000 sur le territoire communal.

#### Zones naturelles d'intérêt écologique, faunistique et floristique
L’inventaire des zones naturelles d'intérêt écologique, faunistique et floristique (ZNIEFF) a pour objectif de réaliser une couverture des zones les plus intéressantes sur le plan écologique, essentiellement dans la perspective d’améliorer la connaissance du patrimoine naturel national et de fournir aux différents décideurs un outil d’aide à la prise en compte de l’environnement dans l’aménagement du territoire.
Une ZNIEFF de type 1 est recensée sur la commune :
les « crêtes du Mont Cabane au Mont Marcou » (484 ha), couvrant 4 communes dont une dans l'Aveyron et trois dans l'Hérault et une ZNIEFF de type 2, : 
les « crêtes du Mont Marcou et des Monts de mare » (3 441 ha), couvrant 7 communes dont une dans l'Aveyron et six dans l'Hérault.

Carte des ZNIEFF de type 1 et 2 à Graissessac.
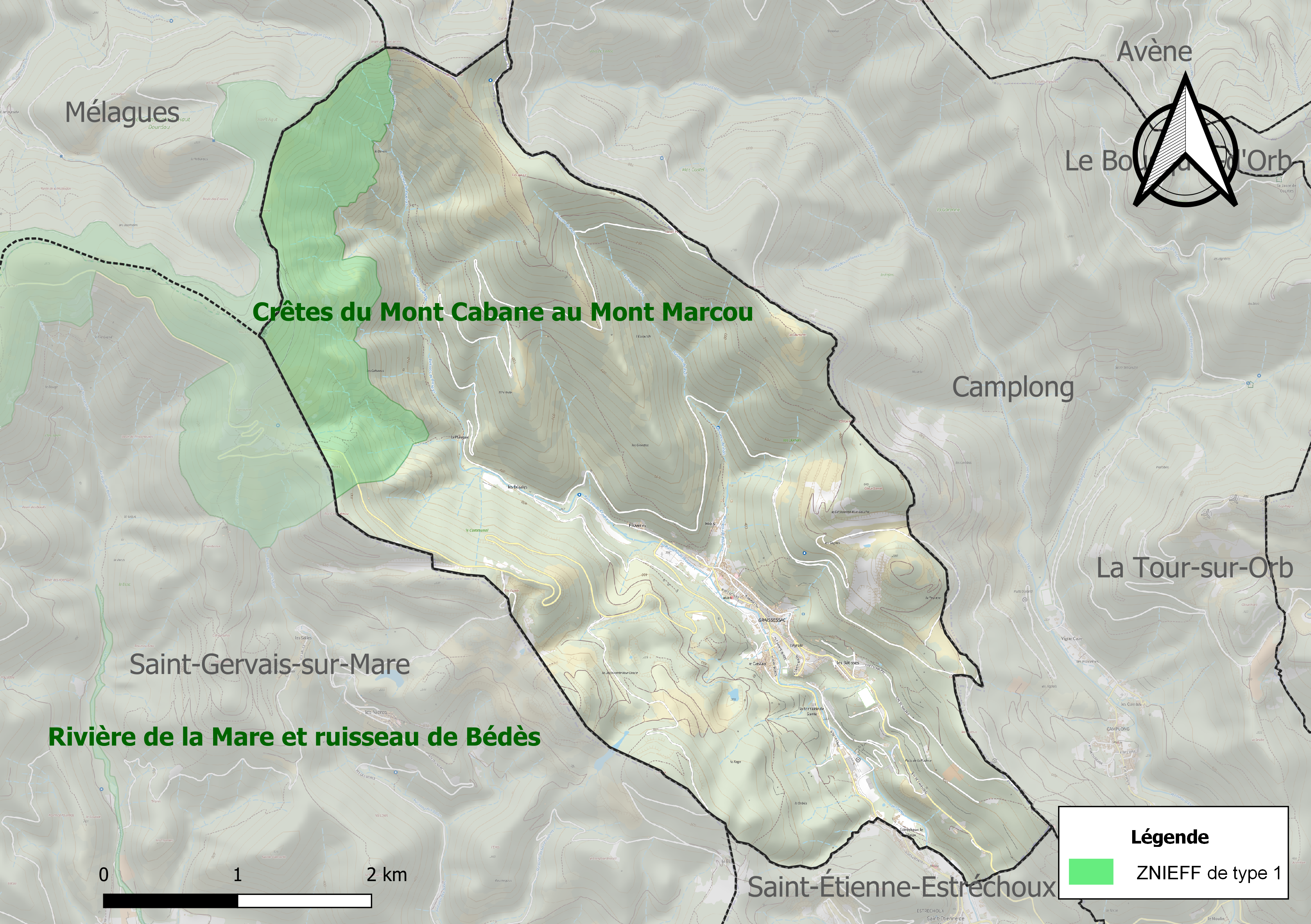
Carte de la ZNIEFF de type 1 sur la commune.
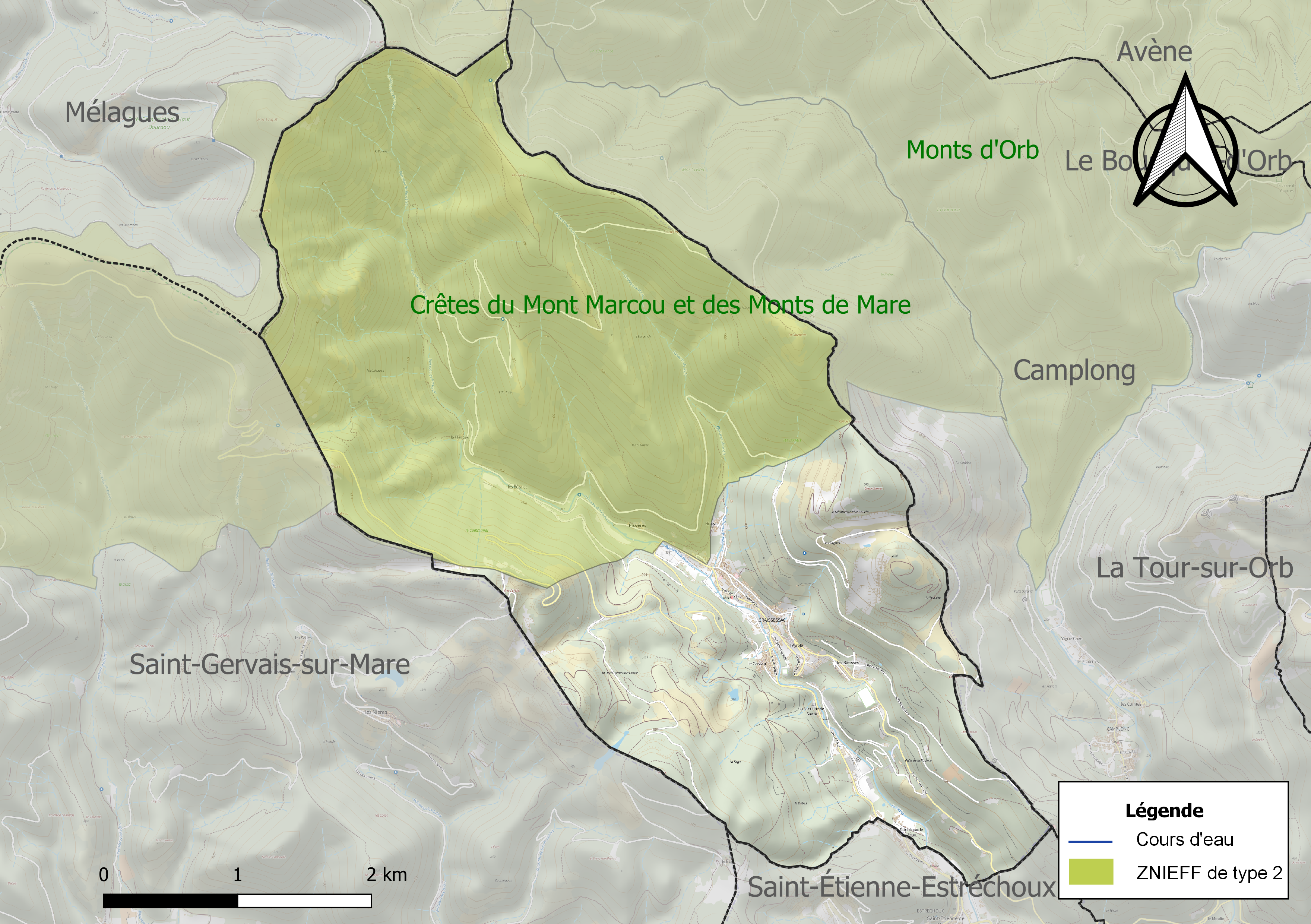
Carte de la ZNIEFF de type 2 sur la commune.

## Urbanisme

### Typologie
Au 1er janvier 2024, Graissessac est catégorisée commune rurale à habitat dispersé, selon la nouvelle grille communale de densité à sept niveaux définie par l'Insee en 2022.
Elle est située hors unité urbaine. Par ailleurs la commune fait partie de l'aire d'attraction de Bédarieux, dont elle est une commune de la couronne,. Cette aire, qui regroupe 26 communes, est catégorisée dans les aires de moins de 50 000 habitants,.

### Occupation des sols
L'occupation des sols de la commune, telle qu'elle ressort de la base de données européenne d’occupation biophysique des sols Corine Land Cover (CLC), est marquée par l'importance des forêts et milieux semi-naturels (95,6 % en 2018), en augmentation par rapport à 1990 (81,1 %). La répartition détaillée en 2018 est la suivante : 
forêts (60,2 %), milieux à végétation arbustive et/ou herbacée (35,4 %), zones urbanisées (4,4 %). L'évolution de l’occupation des sols de la commune et de ses infrastructures peut être observée sur les différentes représentations cartographiques du territoire : la carte de Cassini (XVIIIe siècle), la carte d'état-major (1820-1866) et les cartes ou photos aériennes de l'IGN pour la période actuelle (1950 à aujourd'hui).

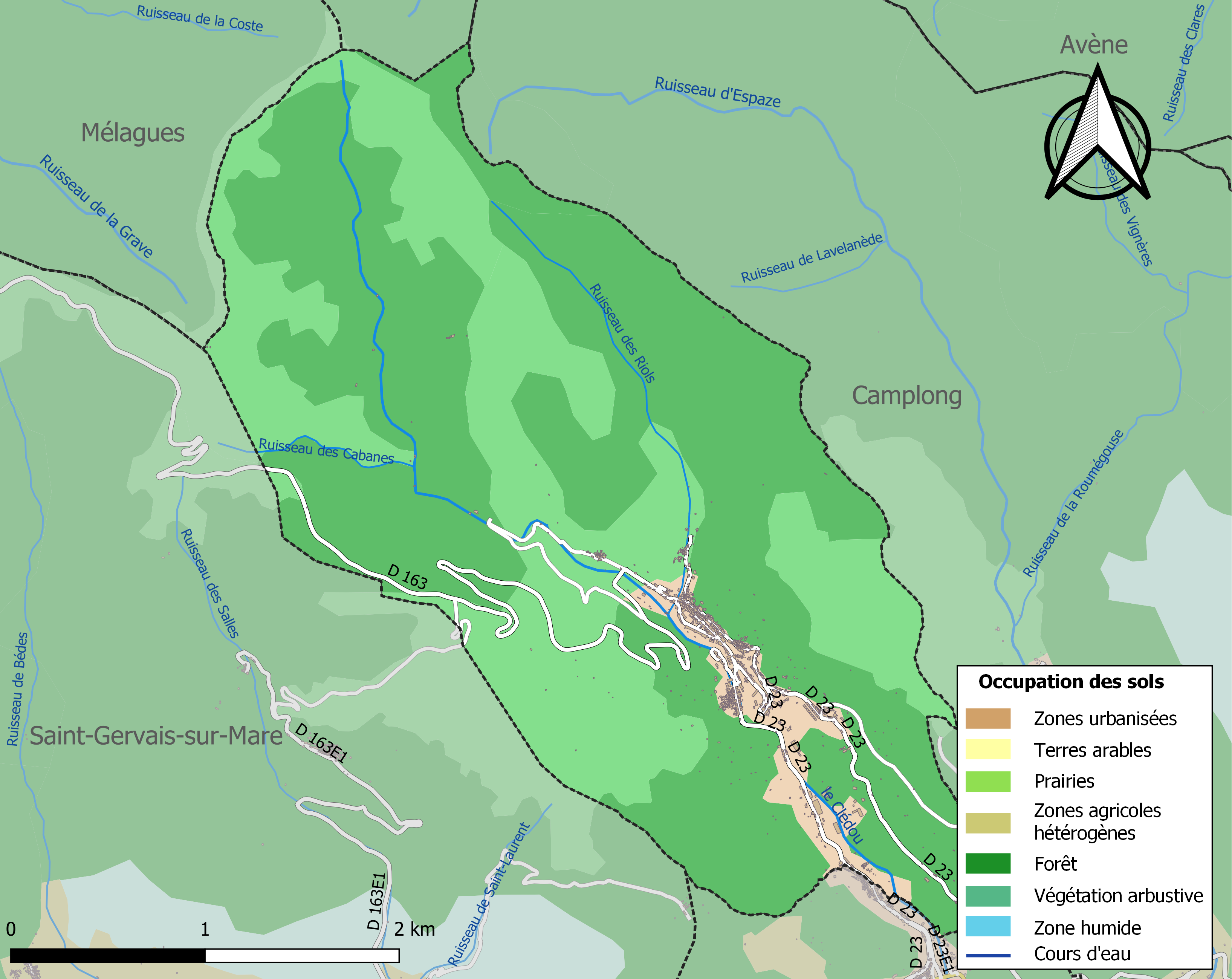
Carte des infrastructures et de l'occupation des sols de la commune en 2018 (CLC).

### Risques majeurs
Le territoire de la commune de Graissessac est vulnérable à différents aléas naturels : météorologiques (tempête, orage, neige, grand froid, canicule ou sécheresse), feux de forêts, mouvements de terrains et séisme (sismicité très faible). Il est également exposé à deux risques particuliers : le risque minier et le risque de radon. Un site publié par le BRGM permet d'évaluer simplement et rapidement les risques d'un bien localisé soit par son adresse soit par le numéro de sa parcelle.

#### Risques naturels
Graissessac est exposée au risque de feu de forêt. Un plan départemental de protection des forêts contre les incendies (PDPFCI) a été approuvé en juin 2013 et court jusqu'en 2022, où il doit être renouvelé. Les mesures individuelles de prévention contre les incendies sont précisées par deux arrêtés préfectoraux et s’appliquent dans les zones exposées aux incendies de forêt et à moins de 200 mètres de celles-ci. L’arrêté du 25 avril 2002 réglemente l'emploi du feu en interdisant notamment d’apporter du feu, de fumer et de jeter des mégots de cigarette dans les espaces sensibles et sur les voies qui les traversent sous peine de sanctions. L'arrêté du 11 mars 2013 rend le débroussaillement obligatoire, incombant au propriétaire ou ayant droit,.

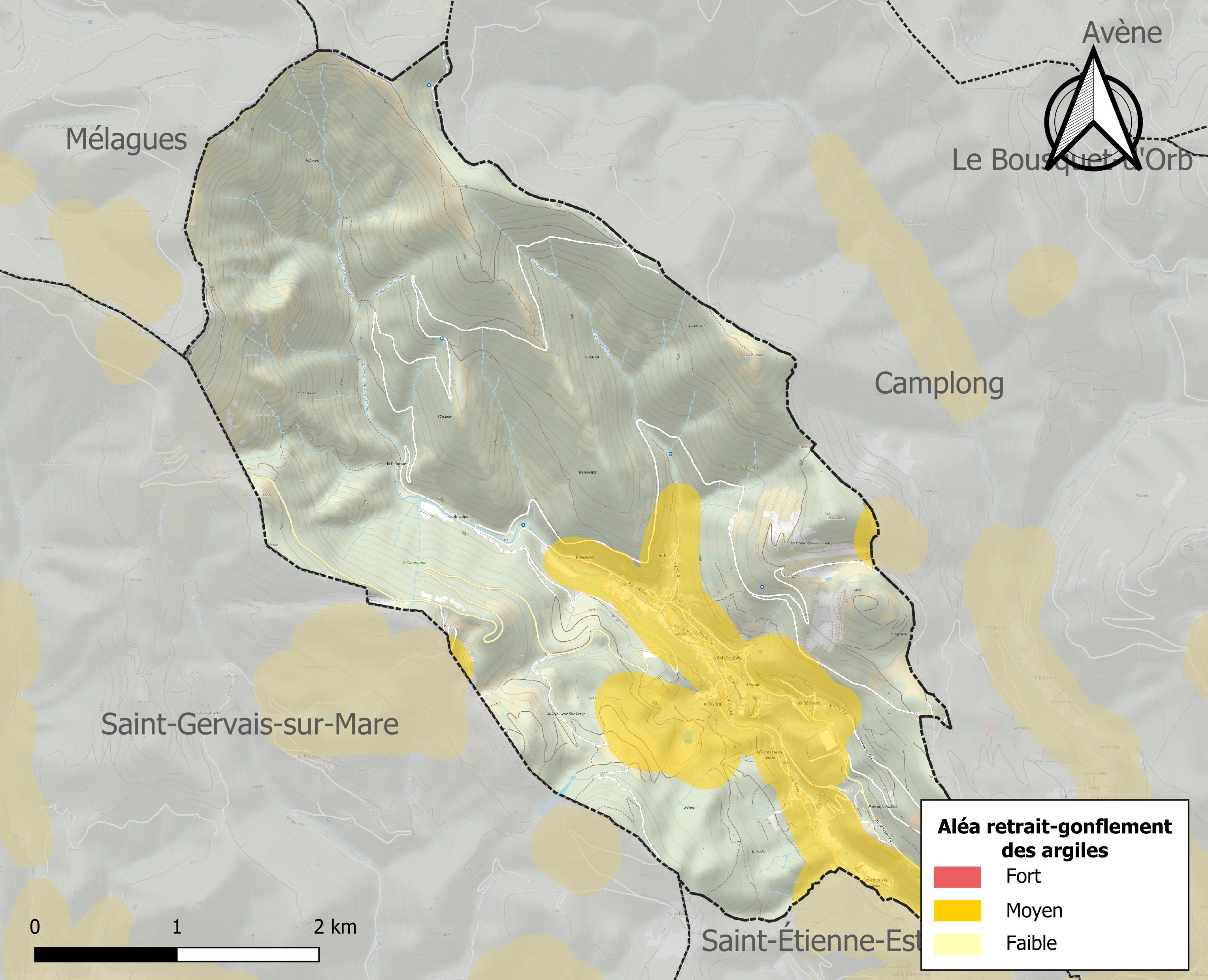
Carte des zones d'aléa retrait-gonflement des sols argileux de Graissessac.

La commune est vulnérable au risque de mouvements de terrains constitué principalement du retrait-gonflement des sols argileux. Cet aléa est susceptible d'engendrer des dommages importants aux bâtiments en cas d’alternance de périodes de sécheresse et de pluie. 15,7 % de la superficie communale est en aléa moyen ou fort (59,3 % au niveau départemental et 48,5 % au niveau national). Sur les 306 bâtiments dénombrés sur la commune en 2019, 299 sont en aléa moyen ou fort, soit 98 %, à comparer aux 85 % au niveau départemental et 54 % au niveau national. Une cartographie de l'exposition du territoire national au retrait gonflement des sols argileux est disponible sur le site du BRGM,.
Par ailleurs, afin de mieux appréhender le risque d’affaissement de terrain, l'inventaire national des cavités souterraines permet de localiser celles situées sur la commune.
La commune a été reconnue en état de catastrophe naturelle au titre des dommages causés par les inondations et coulées de boue survenues en 1982, 1995, 1996, 2014 et 2015. 

#### Risque particulier
L’étude Scanning de Géodéris réalisée en 2008 a établi pour le département de l’Hérault une identification rapide des zones de risques miniers liés à l’instabilité des terrains.  Elle a été complétée en 2015 par une étude approfondie sur les anciennes exploitations minières du bassin houiller de Graissessac et du district polymétallique de Villecelle. La commune est ainsi concernée par le risque minier, principalement lié à l’évolution des cavités souterraines laissées à l’abandon et sans entretien après l’exploitation des mines.
Dans plusieurs parties du territoire national, le radon, accumulé dans certains logements ou autres locaux, peut constituer une source significative d’exposition de la population aux rayonnements ionisants. Certaines communes du département sont concernées par le risque radon à un niveau plus ou moins élevé. Selon la classification de 2018, la commune de Graissessac est classée en zone 3, à savoir zone à potentiel radon significatif.

## Toponymie
La commune a été connue sous les variantes : ad Graissessacum (1225), vallis de Grayssiciaco (1396), a Greyssessac (1500), etc.
Le nom dérive du nom d'un domaine gallo-romain, avec le gentilice Grassicius + suffixe -acum.

## Histoire
- Depuis l'an de grâce 804 la donation faite par le comte Guillaume à l'abbaye de Gellone (Saint-Guilhem-le-Désert) : « Allum villarem quem vocant Graixamarias » atteste que le lieu était habité.
- 1141 (1re citation) : « Raimundus de Graissensac » (cartulaire de Sylvanès p. 136).
- 1142 "Raimundus de Graissenciaco" (ibid p. 57).
- 1154 : "Raimundus de Graisenzac (ibid., p. 61) is.
- 1200 : Raimundus de Graissenciaco, cartulaire de Valmagne n� 740).
- En 1204, Raymondus de Graissenciaco.
- En 1516, Rutor de Gressiaco.

Graissessac, dont l'Église réformée est fille de celle de Bédarieux, est plongée dans la tourmente des Guerres de Religion dans la deuxième moitié du XVIe siècle. L'industrie drapière y est alors prospère, ainsi que des activités comme la fabrication des clous ; elles représentent l'essentiel de l'activité de la petite bourgade. Les relations économiques avec l'extérieur, en liaison avec ces activités, sont importantes. Les marchands et les industriels, en grande majorité protestants (du simple fait des interdictions de l'Église catholique visant notamment le prêt à gages) circulent dans les vallées en participant ainsi à la propagation des idées de la Réforme. Richelieu dut faire face à un soulèvement des protestants et il leur livra une véritable guerre d'État. Les troubles avaient repris dès 1622 dans les Cévennes.
Le fort de Graissessac est pris d'assaut par M. Rignac. La place tombée, la vie sauve est accordée aux villageois en récompense de leur grand courage. Richelieu, après avoir pris La Rochelle, principale place forte des insurgés, accorda aux réformés l'édit de grâce d'Alès (juin 1629) par lequel le roi de France Louis XIII garantissait l'application de l'édit de Nantes. Le régime de tolérance religieuse instauré par Henri IV en 1598 était ainsi consolidé de même que l'obéissance des protestants.

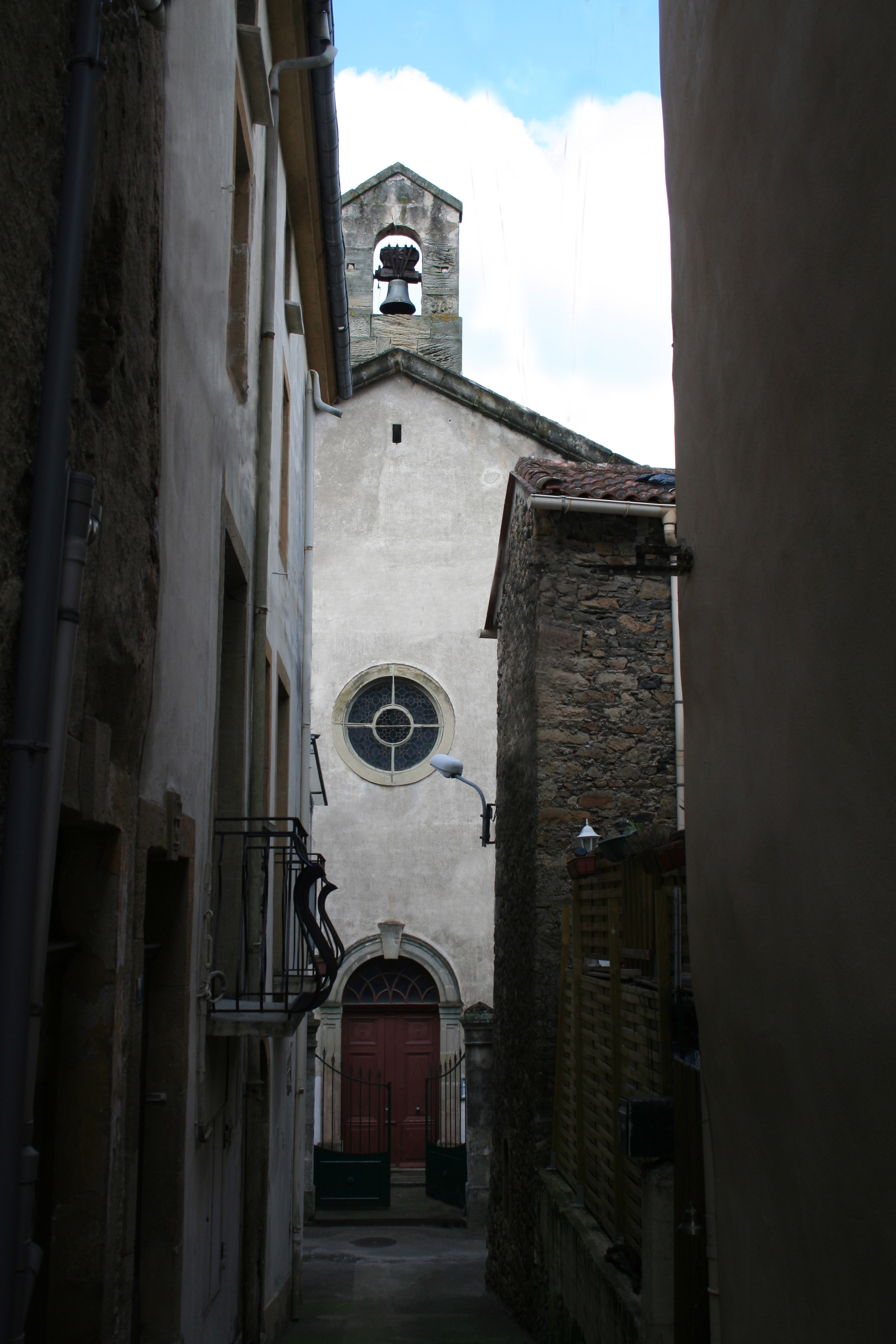
Temple.

Un demi-siècle plus tard, en 1685, la promulgation de l'édit de Fontainebleau par Louis XIV, qui officialise la révocation de l'édit de Nantes, inaugure pour les réformés le temps du « Désert ». Deux sites où se tenaient ces assemblées clandestines ont été repérés à Graissessac : tout d'abord le Prat long au fond de la vallée de Riols et une zone située le long du ruisseau de Provères « Croyant », la toponymie est là pour nous le rappeler. Ils n'accueillaient pas seulement des Graissessacois mais aussi des gens venus des environs voire de plus loin. On dénombre, en effet, 100 à 200 fidèles extérieurs à la commune (de Camarès notamment). Toutefois, la population étant à très forte majorité protestante, les adeptes de la Réforme ne se cachaient pas.
En 1751, des amendes très lourdes (500 livres) obligent les Réformés à faire baptiser leurs enfants.
En 1792, on trouve encore trace de l'activité de la religion réformée. L'église dans sa forme actuelle fut construite en 1837 (auparavant était en ce lieu un temple protestant érigé à la place du fort détruit par M. de Rignac ou par le duc Henri II de Montmorency, le temple actuel est de 1840 et rénové dans les années 1920.
Il ne faut pas oublier que sous l'ancien régime, Graissessac faisait partie de la communauté de Boussagues (la Tour-sur-Orb) et n'était que la réunion de plusieurs hameaux et quartiers (Le Castan, Provères, Riols, la Roque, la Place (Vieille ?! souvenir du fort ?), L'ayrolle et La Fournaque).
An l'an II, Graissessac est rattachée à la commune de Camplong, nouvellement créée. C'est le 30 juillet 1859 que Graissessac fut constituée en commune sur des emprises des territoires des communes de Camplong et de Boussagues.

### Exploitations minières
Minerais métalliques.

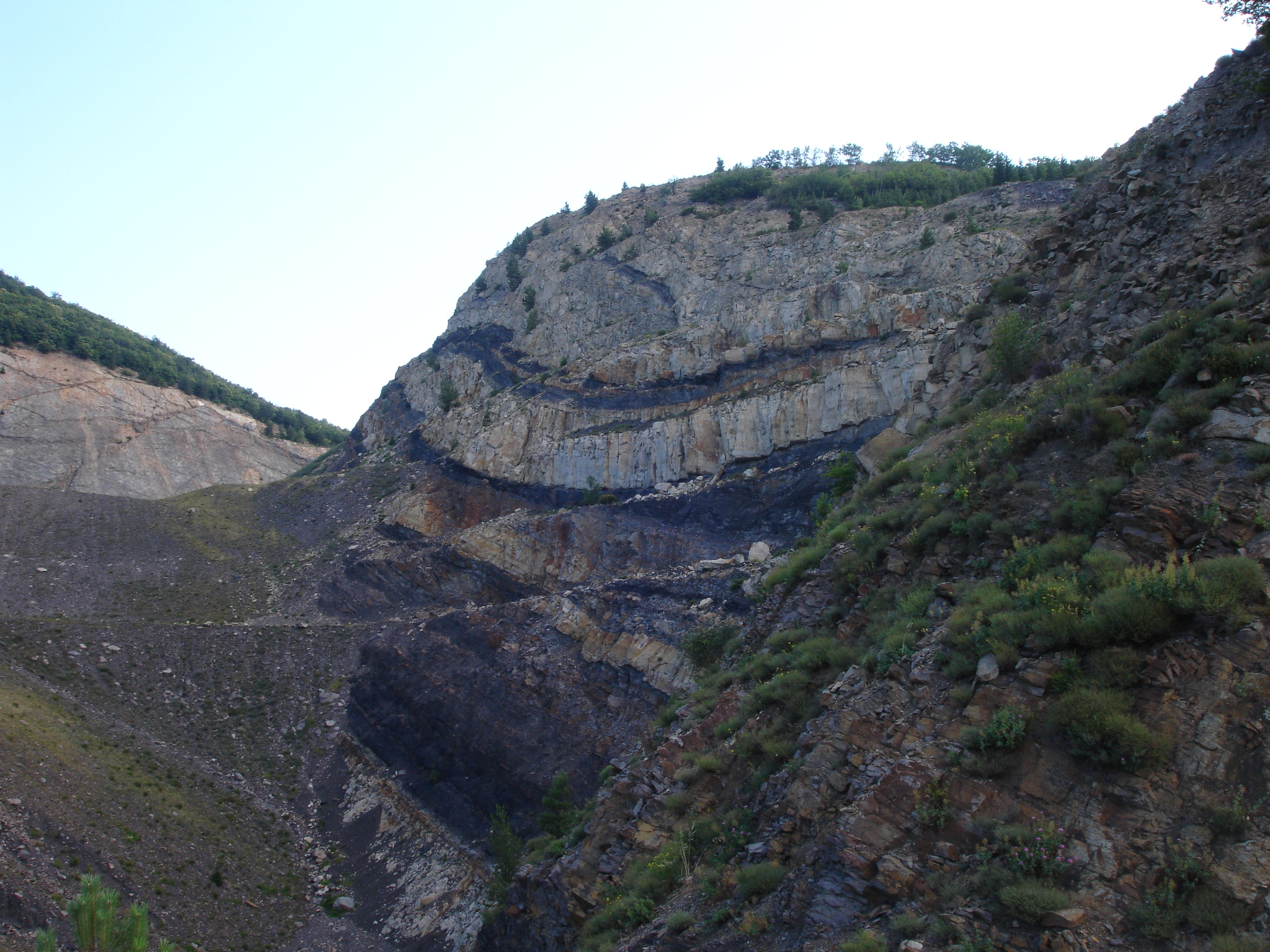
Exploitation à ciel ouvert

Pas de traces de mines antiques ; on croit savoir que les Romains ou Gallo-Romains présents dans la région exploitaient uniquement des minerais de fer, argent, cuivre, plomb du côté du Pradal, de Clairac (Grogues) et de Ceilhes (Lascours) où des traces sont toujours visibles de nos jours.
En 1776, on atteste la présence d'exploitations de cuivre sur la montagne de Saint-Sauveur du Puy.
Charbon
Les premières tentatives pour exploiter « le carbo de peyra » remonteraient au XIIe siècle.
Aux XIVe et XVe siècles, lors de la guerre de Cent Ans (1336 à 1453), les Anglais envahissent la France, arrivent dans le Languedoc vers 1346 et s'emparent de Roqueredonde, Cabrières et le Bousquet de la Balme (près du mas Blanc) où encore leur repaire fortifié est visible dans la falaise dominant le village, c'est le « Castel de l'Inglès ».
Tout près de Graissessac, au col de Liache (Lieuse), se trouvait « la mine des Anglais » souvenir de cette époque (la Baoumo de Sarlou).
Les premières concessions minières furent données en 1769 mais depuis longtemps ces affleurements de houille étaient connus des habitants qui s'en servaient pour l'industrie locale précédant la mine : les clouteries (En 1827, il y avait 100 ateliers et 150 ouvriers qui fabriquaient 8 millions de clous par an, cette industrie s'éteignit au tout début du XXe siècle).
En 1785, ces mines qui étaient propriété de la baronnie de Boussagues furent concédées à M. Giral, propriétaire de la verrerie du château d'Hérépian (église actuelle, une autre était présente dans l'ancien manoir des Mourcairols au Pouget datant de 1414) qui dut faire établir ou rénover un chemin vers Villemagne et donc de faire construire le fameux « Pont du Diable » qui date de 1779 et servant aux convois de charbon de pierre (houille) et de charbon de terre (terme désignant les différents charbons : houille, lignite, tourbe, etc.) pour le distinguer au charbon de bois.
En 1789, la concession de Graissessac était délimitée ainsi :
« Cette concession est limitée, ainsi qu'il suit, savoir : Au nord, à partir des montagnes qui divisent le territoire de Graissessac d'avec celui de Rials par une ligne droite tirée du pic de Montahut (mont-agut), figuré sur la carte de Cassini, à la source du ruisseau du Claidou (Clédou) ; puis descendant jusqu'à son embouchure dans la rivière de Mare près de Saint-Étienne-de-Mursan (Estréchoux) ; de ce point par une ligne sinueuse passant par le sommet de la chaîne de montagne qui forment les limites du territoire de Graissessac, d'avec celui de Saint-Gervais-Terre, et qui partagent les eaux en deux pentes, l'une vers le Devois de Graissessac qui fait partie de cette concession, l'autre vers Saint-Laurent-des-Nières et les mines qui font partie de la concession accordée au sieur Delzeuze par arrêt du ci-devant Conseil d'État, du 31 janvier 1789 ; ladite chaîne de montagne venant se joindre au pic de Montahut, point de départ. »
La plus marquante des catastrophes minières fut le coup de grisou du puits Sainte-Barbe en février 1877 où beaucoup de mineurs furent tués (45) et qui fit la une du Monde illustré célèbre journal de l'époque. En 1946, fut nationalisée la compagnie des mines, ce qui donna les Charbonnages de France et son entité les HBCM (houillères du Bassin du Centre et du Midi).
En 1962, c'est la fin des mines et le début de la « Découverte » jusqu'en 1994.
Le 1er janvier 2008 fin de Charbonnages de France.

## Géologie de la Mine de Graissessac

### Contexte paléogéographique
Le bassin houiller de Graissessac date de la fin du Carbonifère, période Stéphanien (305 Ma à 299 Ma), aussi appelé Gzhélien.
À la fin du Carbonifère, la mer a complètement disparu pour laisser place aux reliefs de la chaîne hercynienne. Au Carbonifère, la Laurasie et le Gondwana se rejoignent à l’équateur pour former la Pangée. Le bassin se trouve approximativement au niveau de l’équateur.
Au Carbonifère, le bassin houiller de Graissessac se forme au milieu de la Pangée (précisément au milieu du « C » que forme la Pangée), là où la Laurasie et le Gondwana se rejoignent.
Le bassin houiller de Graissessac fait partie des bassins du Massif central, ensemble houiller formé à la même époque Les bassins du massif central, sont liés géographiquement à la chaîne hercynienne.

### Paléoclimatologie
Le climat est équatorial au Carbonifère, sur les terrains où se forme le bassin houiller de Graissessac.
Au nord et au sud se déposent des gypses et des sels, signes d'un climat aride.

### Pli synclinal et bassin houiller de Graissessac
Le bassin houiller se trouve dans un pli synclinal (bassin d'effondrement), formé par la faille située plus au sud.
Le bassin est formé de strates de grès, de schiste, et de charbon. Il contient entre 500 et 1 000 mètres de dépôts continentaux. On compte 7 à 8 couches de charbon, d'une épaisseur de 1 à 8 mètres.
Au Carbonifère des torrents dévalent les montagnes hercyniennes, en entraînant sable et gravier, et les déposent dans des zones basses en voie d'effondrement.
Les dépôts de grès, schistes et charbon sont dus à des :
- Cônes torrentiels de déjection.
- Plaines d’inondations.
- Des marécages.
- Un milieu fluviatile.

#### Paléo-flore

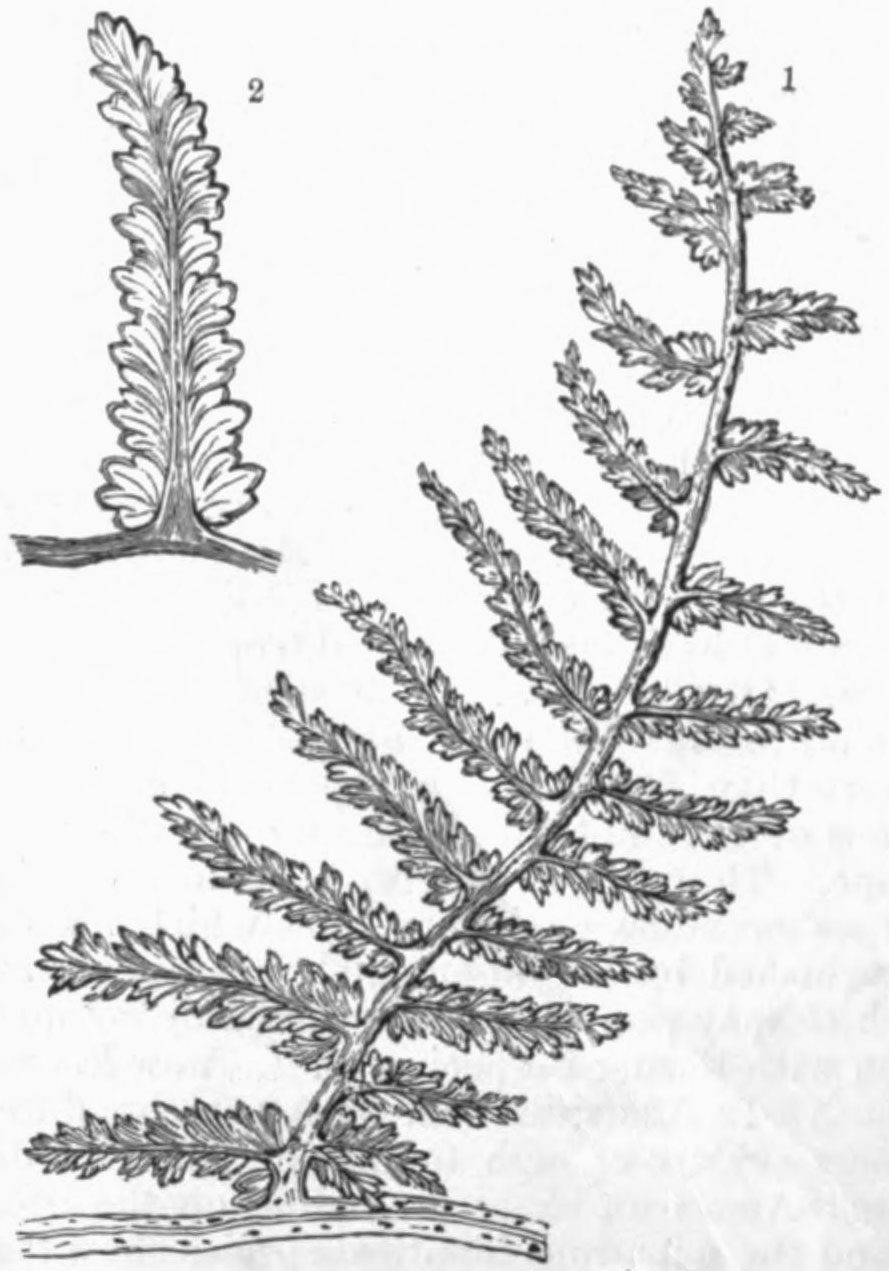
Sphénopteris

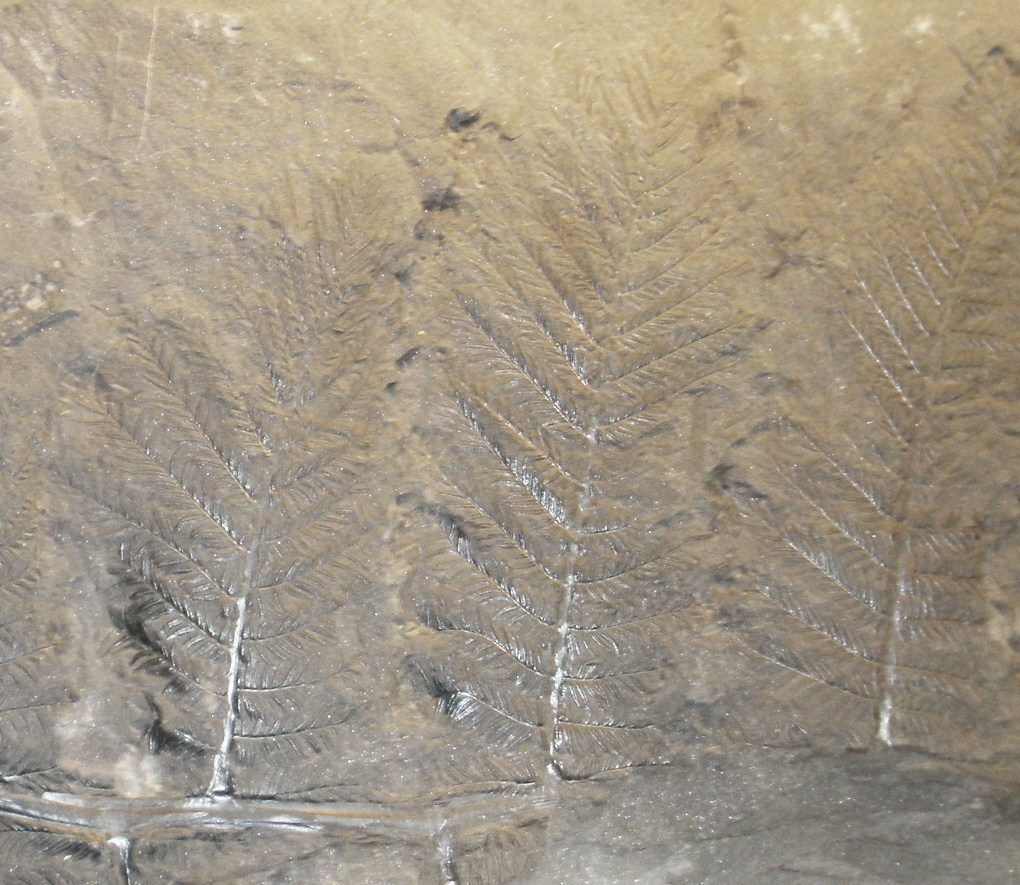
Alethopteris

La flore du Carbonifère à Graissessac est particulièrement riche. L'on y dénombre près de 60 espèces végétales.
On dénombre tout un écosystème complet.
- Des végétaux vivant au bord des marécages des sigillaires, des calamines.
- Des végétaux vivant dans les plaines bordant des lacs ou des marécages, des fougères (Pecopteris, Sphenopteris), des gymnospermes (Odontopteris, Alethopteris, Calliterridium, Dickisonites), pléridospermals.
- Des végétaux poussant sur les hauteurs environnantes, des gymnospermes, des cordalites arborescentes).

Ces végétaux peuplant le ou les sommets du bassin d'effondrement.  

#### Paléo-faune
La faune, elle, est très rare dans le bassin houiller de Graissessac.
- Il a été trouvé seulement quelques coquillages bivalves.
- Quelques squelettes de poissons, ainsi que des écailles.
- Les reptiles sont absents.

Il faut remonter jusqu'au Massif central pour trouver les premiers fossiles d’insectes de cette époque, comme Meganeura.

## Le chemin de fer

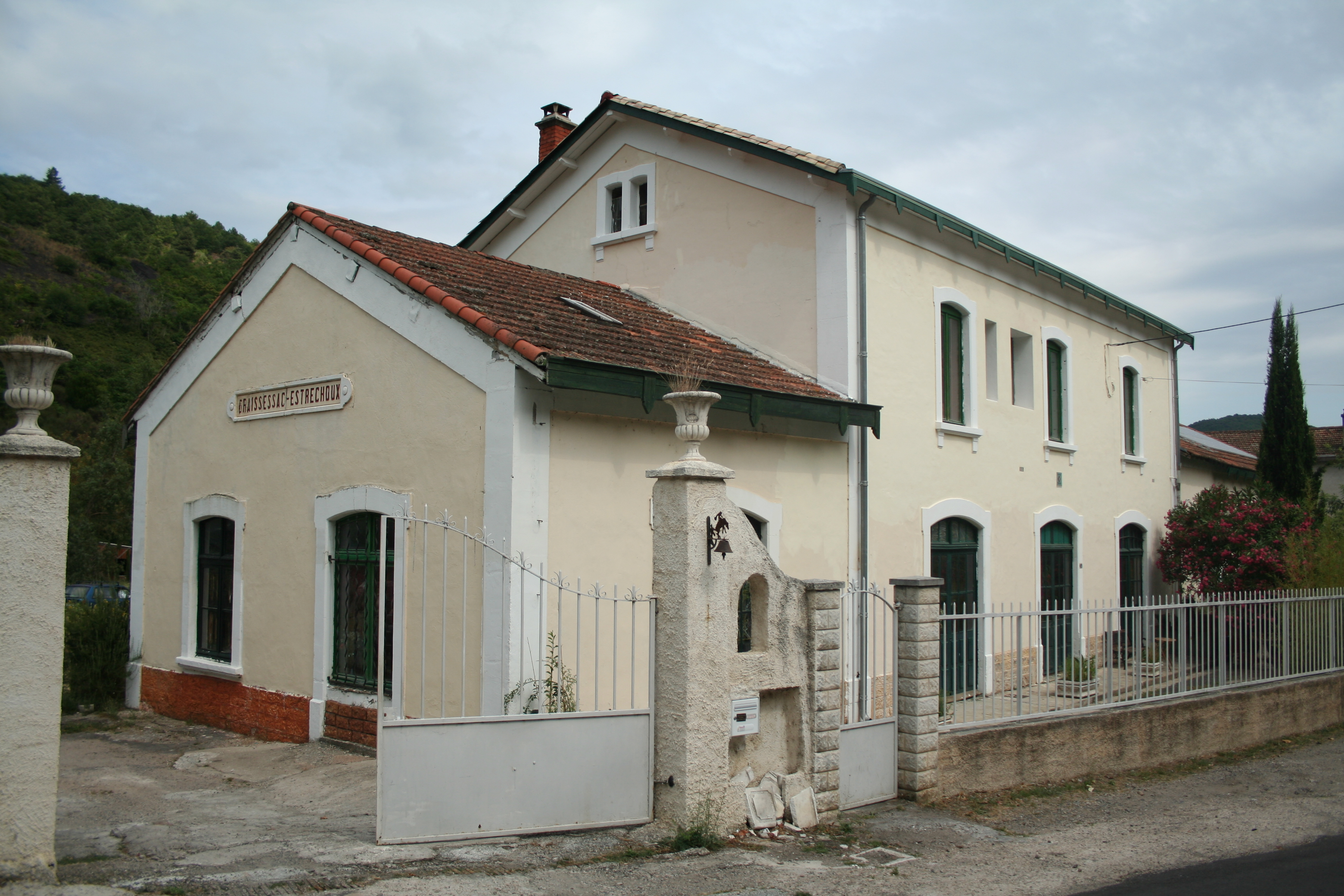
Gare de Graissessac-Saint-Étienne-Estrechoux

Au XIXe siècle, la richesse en charbon de son sous-sol permet sa transformation en bassin minier. Graissessac entre de plain pied dans la révolution industrielle. Son exploitation débute en 1845 avec la création de la société « Compagnie des mines de Graissessac » qui disparaît en 1857 avant de reparaître trois ans plus tard (1860) sous le nom de « Compagnie-Usquin-mines » (voir Philippe-François-Didier Usquin). En 1863, cette dernière est remplacée par la « Compagnie des quatre mines réunies de Graissessac » (émission d'un jeton en argent limitée à 500 exemplaires) qui sera finalement nationalisée en 1946. Ce développement industriel n'aurait pu avoir lieu sans le développement de moyens de transport rapide et moderne. À l'origine, c'est la Compagnie du chemin de fer de Graissessac à Béziers au départ de Béziers qui obtient la concession. Les premières années sont marquées par des erreurs de gestion, des magouilles, des inondations qui conduisent la compagnie à demander sa mise sous séquestre et qui entraînent sa faillite dès 1861. L'État va alors pousser la compagnie des Chemins de fer du Midi à racheter la ligne (la transaction est finalisée en 1865).

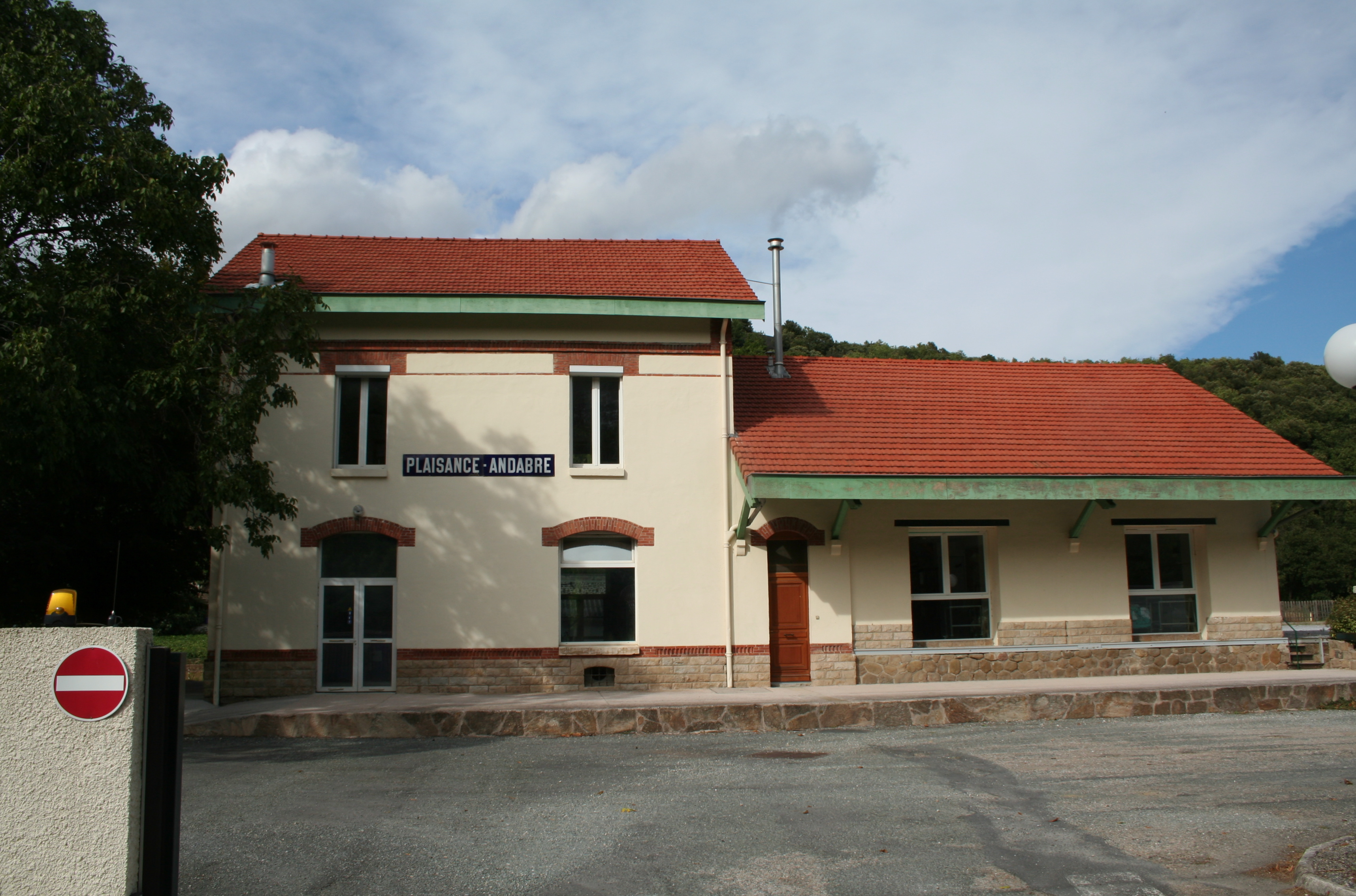
Gare de Plaisance-Andabre

Le « Midi » en profite pour demander une nouvelle concession sur Millau au départ de la Tour d'Orb. De Graissessac, le « Midi » pousse vers Saint-Geniès-de-Varensal avec un rebroussement pour les trains en provenance de Bédarieux. Cette ligne, dite « des Causses » (Béziers-Sévérac-Neussargues), est aussi celle de l'acheminement des vins vers Paris. Le chemin de fer reliant Graissessac à Bédarieux, et par là au reste du département, est achevé en 1865.
Le désenclavement du site d'extraction de Graissessac est ainsi réalisé. La ligne est finalement électrifiée en 1931-1932.
La ligne La Tour-sur-Orb-Graissessac est fermée en 1954 pour les voyageurs et le 30 septembre 1978 après 120 ans et 10 jours d'exploitation, la ligne Latour-Graissessac fut définitivement fermée à tout trafic.
Le 31 août 1989, cette ligne était déclassée par arrêté ministériel et déferrée quelque temps après.
En 1999, M. Gérard Delfau, sénateur, s'adressant lors d'une séance au Sénat à Mme Voynet alors ministre de l'Aménagement et de l'environnement, s'alarme de la « grande misère budgétaire et morale du bassin minier de Graissessac ». Le village connaît alors une crise de reconversion sans précédent. Toutefois, le recensement de la population qui est effectué la même année donne quelques signes d'espoirs. En effet, il met en évidence, pour la première fois depuis longtemps, la stabilisation du nombre d'habitants permanents et surtout un taux migratoire positif. Les nombreuses maisons en vente sont progressivement rachetées par des ressortissants de l'Union Européenne et par des Français originaires des autres régions.

## Politique et administration

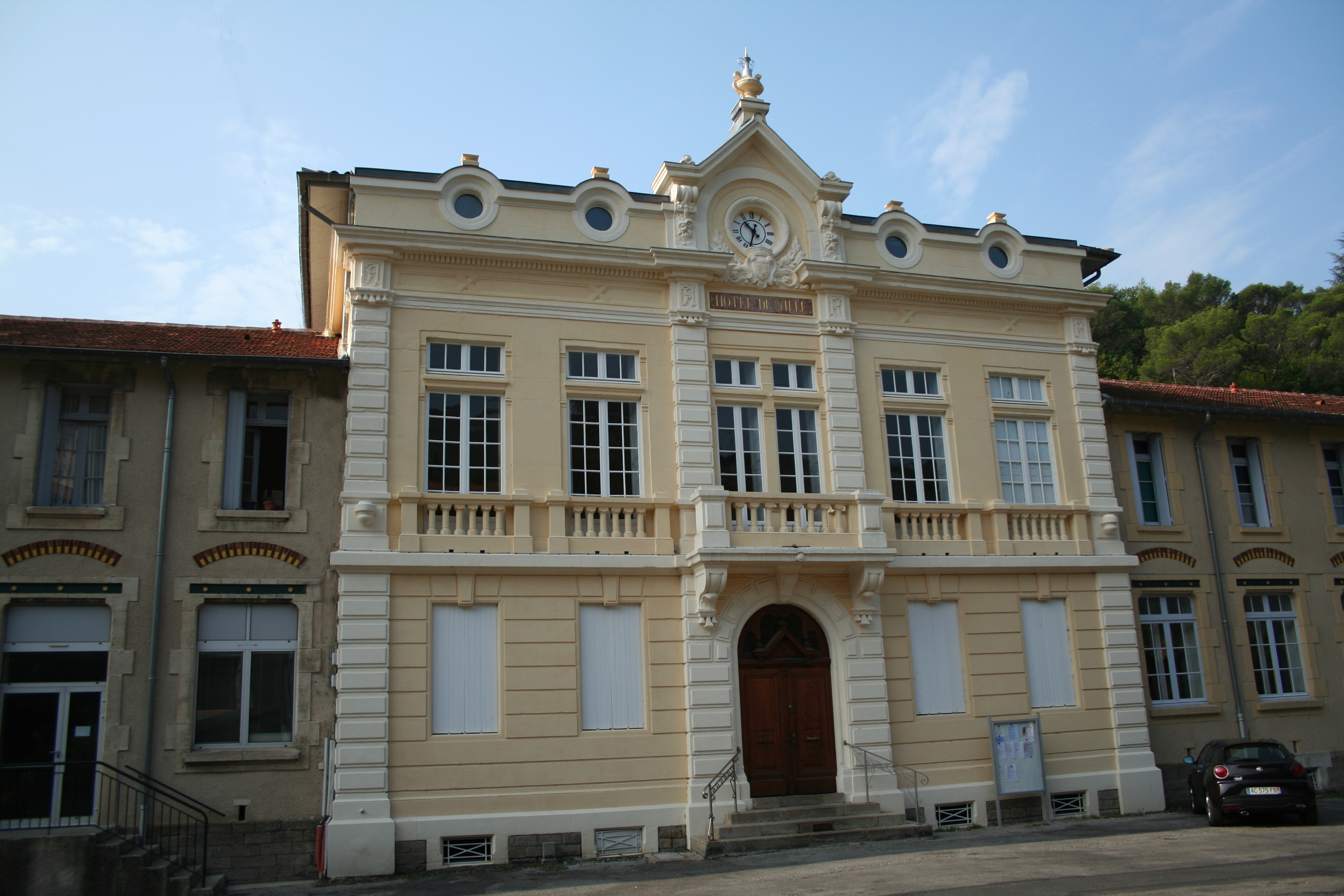
Mairie.

| Période   | Période   | Identité                  | Étiquette | Qualité                                                            |
| --------- | --------- | ------------------------- | --------- | ------------------------------------------------------------------ |
| 1859      | 1870      | Jean-Jacques Touren-Motte |           |                                                                    |
| 1870      | 1871      | Stanislas Gounot          |           |                                                                    |
| 1871      | 1874      | Emile Bourguet            |           |                                                                    |
| 1874      | 1876      | Jules Fabre               |           |                                                                    |
| 1876      | 1893      | Mathieu Rascle            |           |                                                                    |
| 1893      | 1894      | Barthélémy Mounis         |           |                                                                    |
| 1894      | 1896      | Albert Combès             |           |                                                                    |
| 1896      | 1903      | Jules Crébassa            |           |                                                                    |
| 1903      | 1908      | Léopold Grach             |           |                                                                    |
| 1908      | 1910      | Basile Milhau             |           |                                                                    |
| 1910      | 1910      | Barthélémy Mounis         |           | Président de la délégation spéciale                                |
| 1910      | 1912      | Léopold Grach             |           |                                                                    |
| 1912      | 1919      | Victor Rouquette          |           |                                                                    |
| 1919      | 1919      | David Poeux               |           | Adjoint remplace le maire décédé                                   |
| 1919      | 1927      | Marius Fargal             |           |                                                                    |
| 1927      | 1929      | Marcel Dury               |           |                                                                    |
| 1929      | 1941      | Jules Cabantous           |           |                                                                    |
| 1941      | 1944      | Georges Puech             |           |                                                                    |
| 1944      | 1945      | Noël Cazes                |           | Président du comité local de libération                            |
| 1945      | 1965      | Victor Cabanel            |           |                                                                    |
| 1965      | 1986      | Paul Blayes               | SFIO-PS   | Ajusteur aux mines de Graissessac Président des Aveugles de guerre |
| 1986      | 1989      | Emile Serieis             |           |                                                                    |
| 1989      | 1995      | Serge Limouzy             |           |                                                                    |
| 1995      | 2003      | Bernard Rodier            |           |                                                                    |
| 2003      | mars 2014 | Francine Saisi            |           |                                                                    |
| mars 2014 | 2020      | Roland Bascoul            | SE        | Retraité Fonction publique                                         |
| 2020      | en cours  | Mariette Combes           | DVG       |                                                                    |

## Démographie
L'évolution du nombre d'habitants est connue à travers les recensements de la population effectués dans la commune depuis 1861. Pour les communes de moins de 10 000 habitants, une enquête de recensement portant sur toute la population est réalisée tous les cinq ans, les populations de référence des années intermédiaires étant quant à elles estimées par interpolation ou extrapolation. Pour la commune, le premier recensement exhaustif entrant dans le cadre du nouveau dispositif a été réalisé en 2005.

En 2022, la commune comptait 569 habitants, en évolution de −13,26 % par rapport à 2016 (Hérault : +7,49 %, France hors Mayotte : +2,11 %).
| 1861  | 1866  | 1872  | 1876  | 1881  | 1886  | 1891  | 1896  | 1901  |
| ----- | ----- | ----- | ----- | ----- | ----- | ----- | ----- | ----- |
| 1 320 | 2 311 | 2 134 | 2 880 | 3 089 | 2 738 | 2 936 | 2 282 | 2 093 |

| 1906  | 1911  | 1921  | 1926  | 1931  | 1936  | 1946  | 1954  | 1962  |
| ----- | ----- | ----- | ----- | ----- | ----- | ----- | ----- | ----- |
| 2 092 | 2 042 | 2 200 | 2 322 | 2 548 | 2 416 | 2 318 | 2 404 | 1 962 |

| 1968  | 1975  | 1982 | 1990 | 1999 | 2005 | 2006 | 2010 | 2015 |
| ----- | ----- | ---- | ---- | ---- | ---- | ---- | ---- | ---- |
| 1 510 | 1 134 | 924  | 687  | 632  | 686  | 685  | 708  | 660  |

| 2020 | 2022 | - | - | - | - | - | - | - |
| ---- | ---- | - | - | - | - | - | - | - |
| 585  | 569  | - | - | - | - | - | - | - |

## Économie

### Revenus
En 2018, la commune compte 338 ménages fiscaux, regroupant 627 personnes. La médiane du revenu disponible par unité de consommation est de 17 200 € (20 330 € dans le département).

### Emploi
|                | 2008   | 2013   | 2018   |
| -------------- | ------ | ------ | ------ |
| Commune        | 8,2 %  | 16,9 % | 16,9 % |
| Département    | 10,1 % | 11,9 % | 12 %   |
| France entière | 8,3 %  | 10 %   | 10 %   |

En 2018, la population âgée de 15 à 64 ans s'élève à 320 personnes, parmi lesquelles on compte 62,5 % d'actifs (45,6 % ayant un emploi et 16,9 % de chômeurs) et 37,5 % d'inactifs,. En  2018, le taux de chômage communal (au sens du recensement) des 15-64 ans est supérieur à celui du département et de la France, alors qu'en 2008 la situation était inverse.
La commune fait partie de la couronne de l'aire d'attraction de Bédarieux, du fait qu'au moins 15 % des actifs travaillent dans le pôle,. Elle compte 85 emplois en 2018, contre 113 en 2013 et 139 en 2008. Le nombre d'actifs ayant un emploi résidant dans la commune est de 147, soit un indicateur de concentration d'emploi de 57,9 % et un taux d'activité parmi les 15 ans ou plus de 36 %.
Sur ces 147 actifs de 15 ans ou plus ayant un emploi, 40 travaillent dans la commune, soit 27 % des habitants. Pour se rendre au travail, 89,7 % des habitants utilisent un véhicule personnel ou de fonction à quatre roues, 2,2 % les transports en commun, 5,8 % s'y rendent en deux-roues, à vélo ou à pied et 2,2 % n'ont pas besoin de transport (travail au domicile).

### Activités
43 établissements sont implantés  à Graissessac au 31 décembre 2019. Le tableau ci-dessous en détaille le nombre par secteur d'activité et compare les ratios avec ceux du département,.
| Secteur d'activité                                                                                        | Commune | Commune | Département |
| Secteur d'activité                                                                                        | Nombre  | %       | %           |
| --- | ------- | ------- | ----------- |
| Ensemble                                                                                                  | 43      |         |             |
| Industrie manufacturière, industries extractives et autres                                                | 6       | 14 %    | (6,7 %)     |
| Construction                                                                                              | 8       | 18,6 %  | (14,1 %)    |
| Commerce de gros et de détail, transports, hébergement et restauration                                    | 14      | 32,6 %  | (28 %)      |
| Information et communication                                                                              | 1       | 2,3 %   | (3,3 %)     |
| Activités immobilières                                                                                    | 4       | 9,3 %   | (5,3 %)     |
| Activités spécialisées, scientifiques et techniques et activités de services administratifs et de soutien | 5       | 11,6 %  | (17,1 %)    |
| Administration publique, enseignement, santé humaine et action sociale                                    | 2       | 4,7 %   | (14,2 %)    |
| Autres activités de services                                                                              | 3       | 7 %     | (8,1 %)     |

Le secteur du commerce de gros et de détail, des transports, de l'hébergement et de la restauration est prépondérant sur la commune puisqu'il représente 32,6 % du nombre total d'établissements de la commune (14 sur les 43 entreprises implantées  à Graissessac), contre 28 % au niveau départemental.
Aucune exploitation agricole ayant son siège dans la commune n'est recensée lors du recensement agricole de 2020 (17 en 1988),.

## Culture locale et patrimoine

### Lieux et monuments
- Plan de construction d'un groupe scolaire avec la mairie (1903)Croix monumentale du XVIIe siècle (rue de Barry).

Plan de construction d'un groupe scolaire avec la mairie (1903)

- Église de la Transfiguration-du-Seigneur de Graissessac.
- Temple protestant de Graissessac.

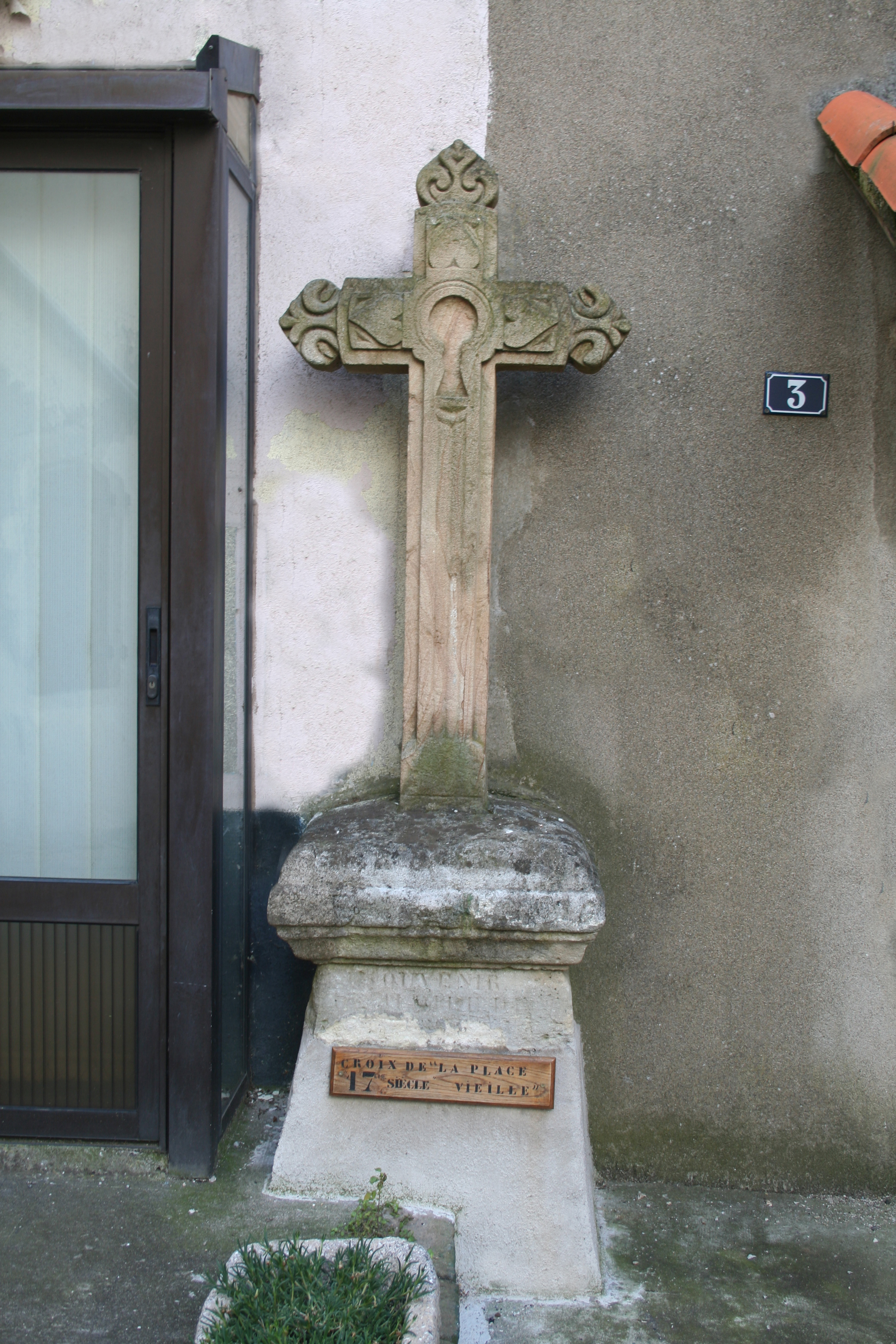
Croix du XVIIe siècle
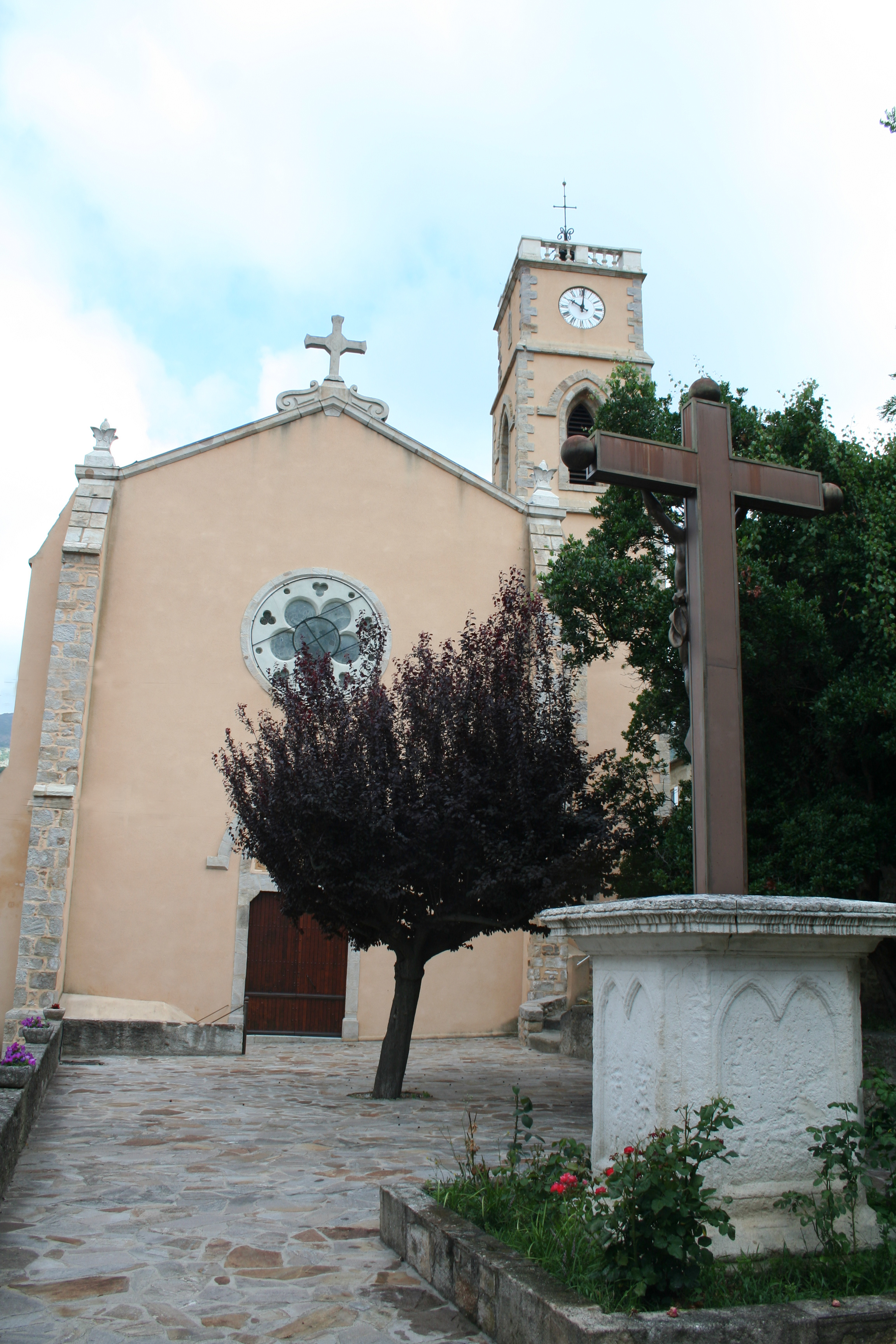
Église de la Transfiguration-du-Seigneur
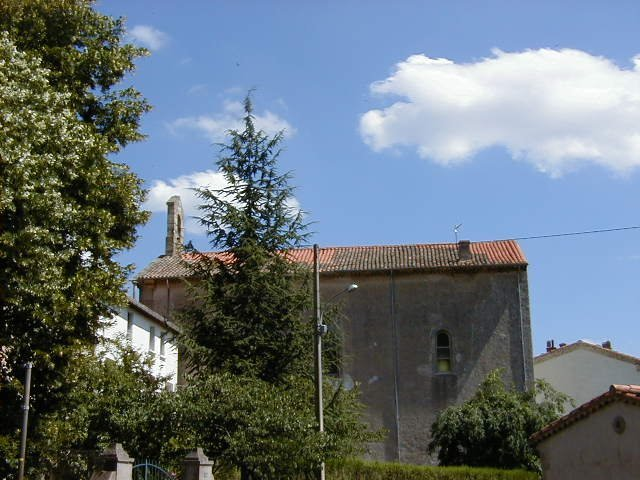
Temple protestant

- Vestiges miniers (extraction du charbon à ciel ouvert)
- Puits Padène (1925) dernier des dix puits de fond du bassin houiller de Graissessac
- Mine Grand-champ 1872
- Mine Simon Supérieur 1862 (vestiges de galerie, cheminée et machinerie)
- Château des Mines
- Ancienne fonderie (anciennement Ateliers des Mines)
- Tunnel Saint-Joseph
- Gare de GRAISSESSAC-ESTRECHOUX  labelisée par la Fondation du Patrimoine
- Ancien café Mounis de 1879

### Personnalités liées à la commune
- Jean Jaurès (1859-1914), le 8 juin 1894, il y fit un discours de soutien aux mineurs en grève
- Paul-Édouard Crébassa  (1864-1912), peintre et graveur
- Fernand Granier (1901-1927), poète et instituteur à Graissessac
- Michel Maffesoli (né le 14 novembre 1944), sociologue

### Héraldique
|  | Les armoiries de Graissessac se blasonnent ainsi : De gueules à la machine à fabriquer les clous d'argent, en pointe, surmontée d'une grappe de raisin à dextre et d'une lampe de mineur à senestre, le tout d'or ; au chef cousu d'azur. |